# Perseguição de carro

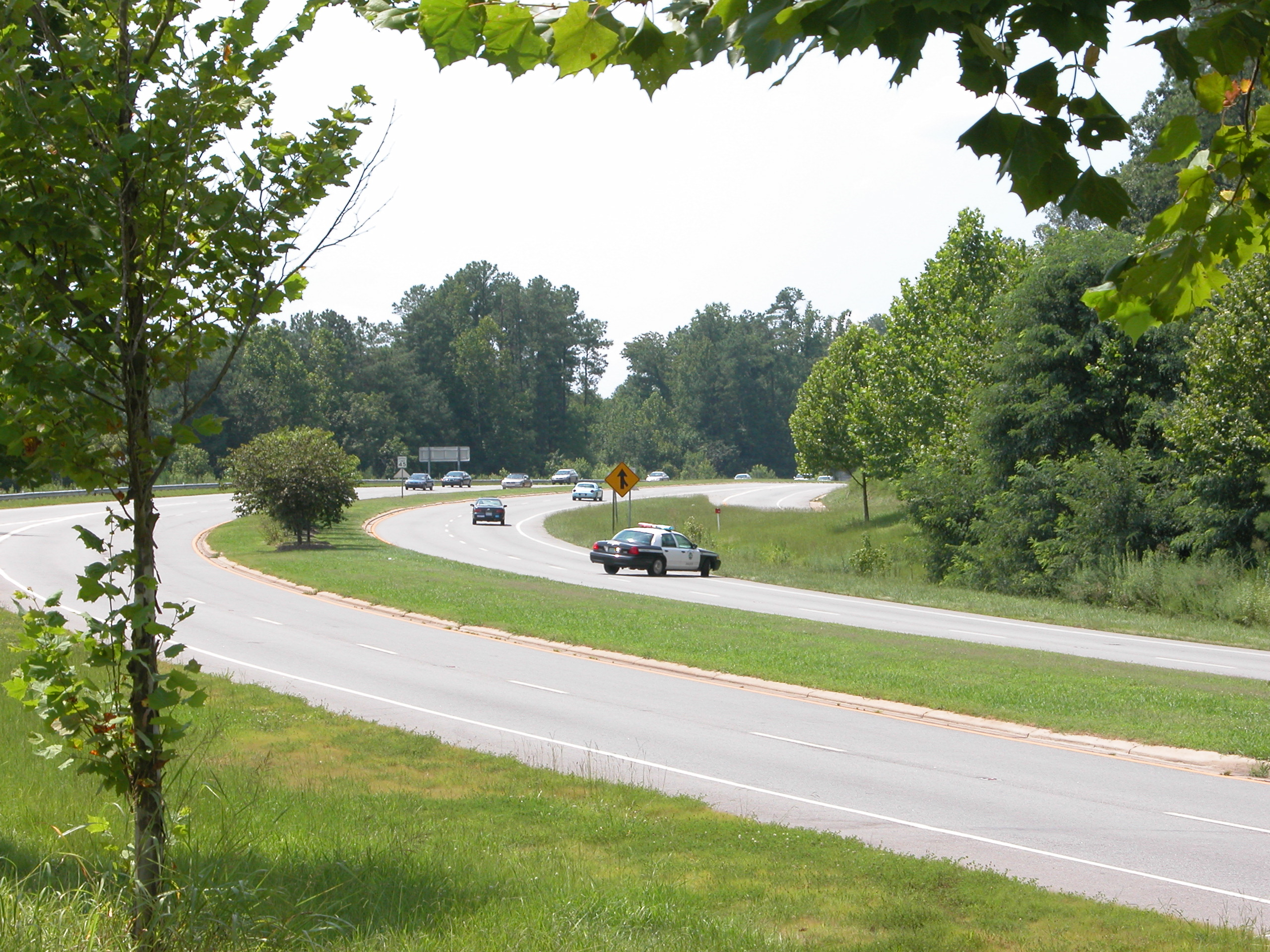
Uma viatura policial de Chapel Hill, Carolina do Norte, perseguindo um veículo na US 15-501.

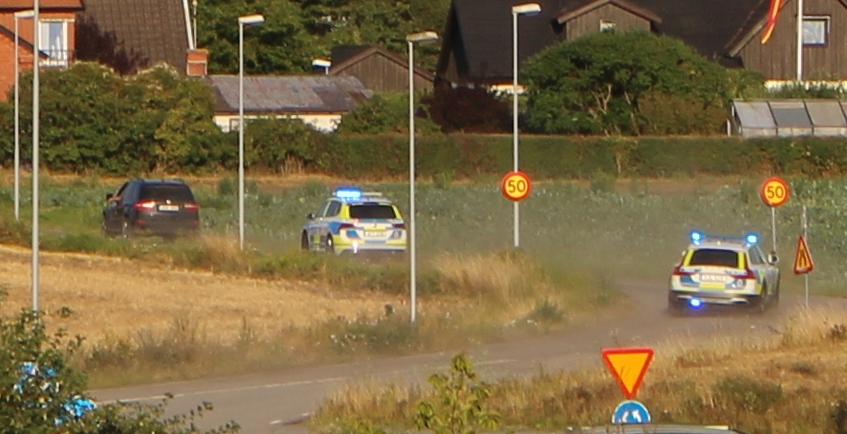
Uma perseguição policial no sul da Suécia em 2020.

Uma perseguição de carro é a perseguição terrestre veicular de uma parte por outra, envolvendo pelo menos um automóvel ou outro veículo motorizado – comumente perseguição de suspeitos por agentes da lei. A ascensão da indústria automotiva no século 20 aumentou a propriedade de carros, levando a um número crescente de criminosos tentando fugir da polícia em seu próprio veículo ou em um carro roubado. As perseguições podem envolver outras partes (incluindo criminosos) na perseguição de um suspeito ou vítima, ou simplesmente na tentativa de fazer contato com uma pessoa em movimento por motivos não conflitantes.
As perseguições de carros são frequentemente capturadas em noticiários devido às imagens de vídeo gravadas por carros de polícia, policiais e helicópteros da mídia participando da perseguição. As perseguições de carros também são um assunto popular entre a mídia e o público devido à intensidade, ao drama e ao perigo inato de dirigir em alta velocidade – e, portanto, são conteúdos comuns na ficção, particularmente nos dramas de ação.

## Aplicação da lei

### História

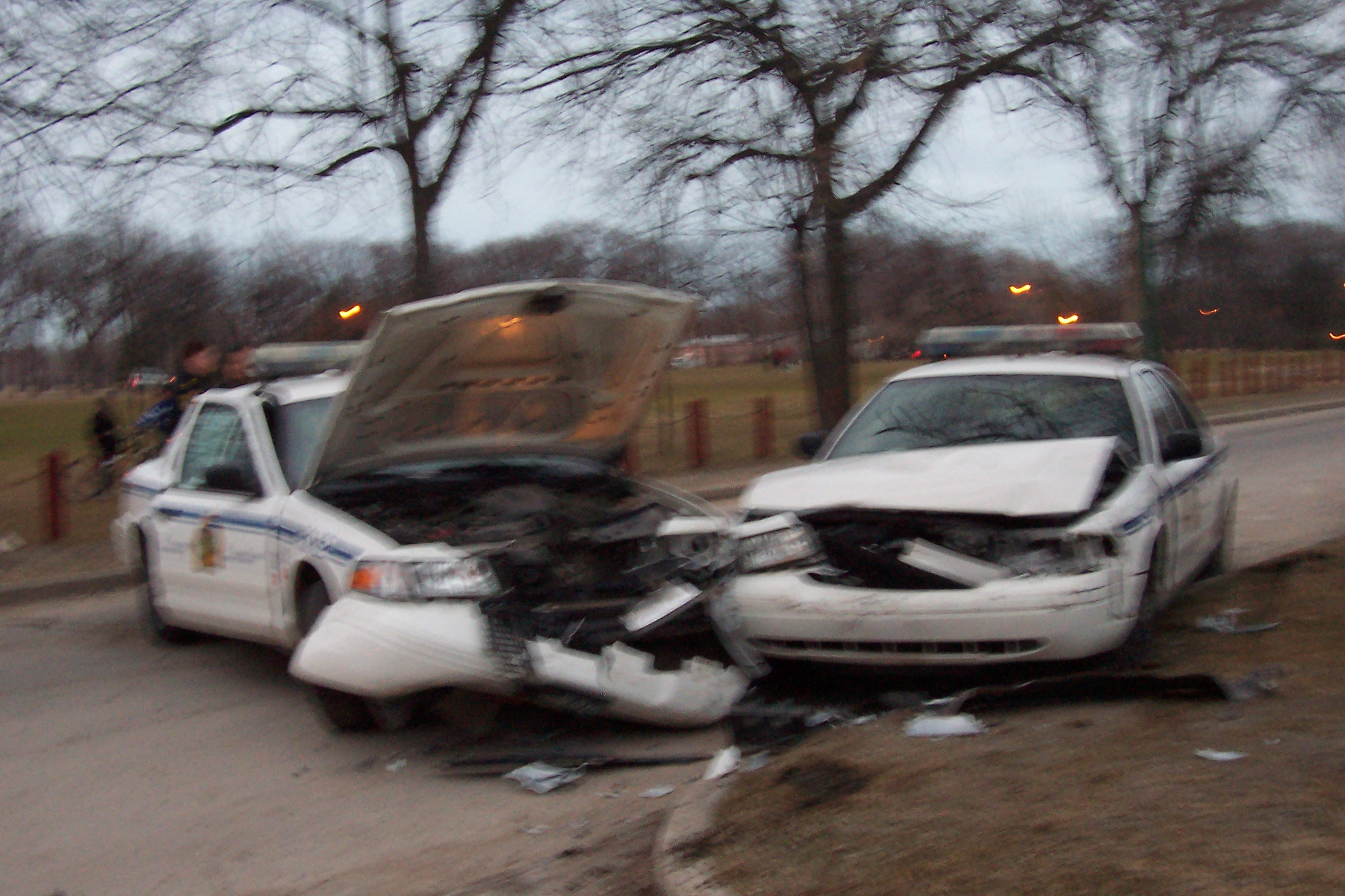
Veículos policiais colidem durante perseguição em 2006

As perseguições de carro ocorrem quando um suspeito tenta usar um veículo para escapar da aplicação da lei, tentando detê-lo ou prendê-lo. A suposta ofensa cometida pode variar de contravenções, como infrações de trânsito, a crimes tão graves como assassinato. Quando os suspeitos percebem que foram localizados pelas autoridades policiais, eles tentam perder o perseguidor dirigindo para longe, geralmente em alta velocidade. Geralmente, os suspeitos que a polícia observa praticando crimes para os quais é provável que sejam condenados por longos períodos de prisão, têm mais probabilidade de iniciar perseguições de automóveis. Em 2002, mais de 700 perseguições foram registradas na cidade de Los Angeles, a cidade é conhecida por ser líder em perseguições, dentro e fora dos Estados Unidos.
Um rede televisiva de Los Angeles relatou uma aumento de audiência sempre que perseguições da polícia vão ao ar. Os policiais pediram à mídia para reduzir a cobertura das perseguições, alegando que encorajam os suspeitos a fugir e incitam os curiosos a possivelmente atrapalhar a perseguição, enquanto a mídia responde que a cobertura das perseguições fornece um serviço público e um meio de dificultar a brutalidade policial.

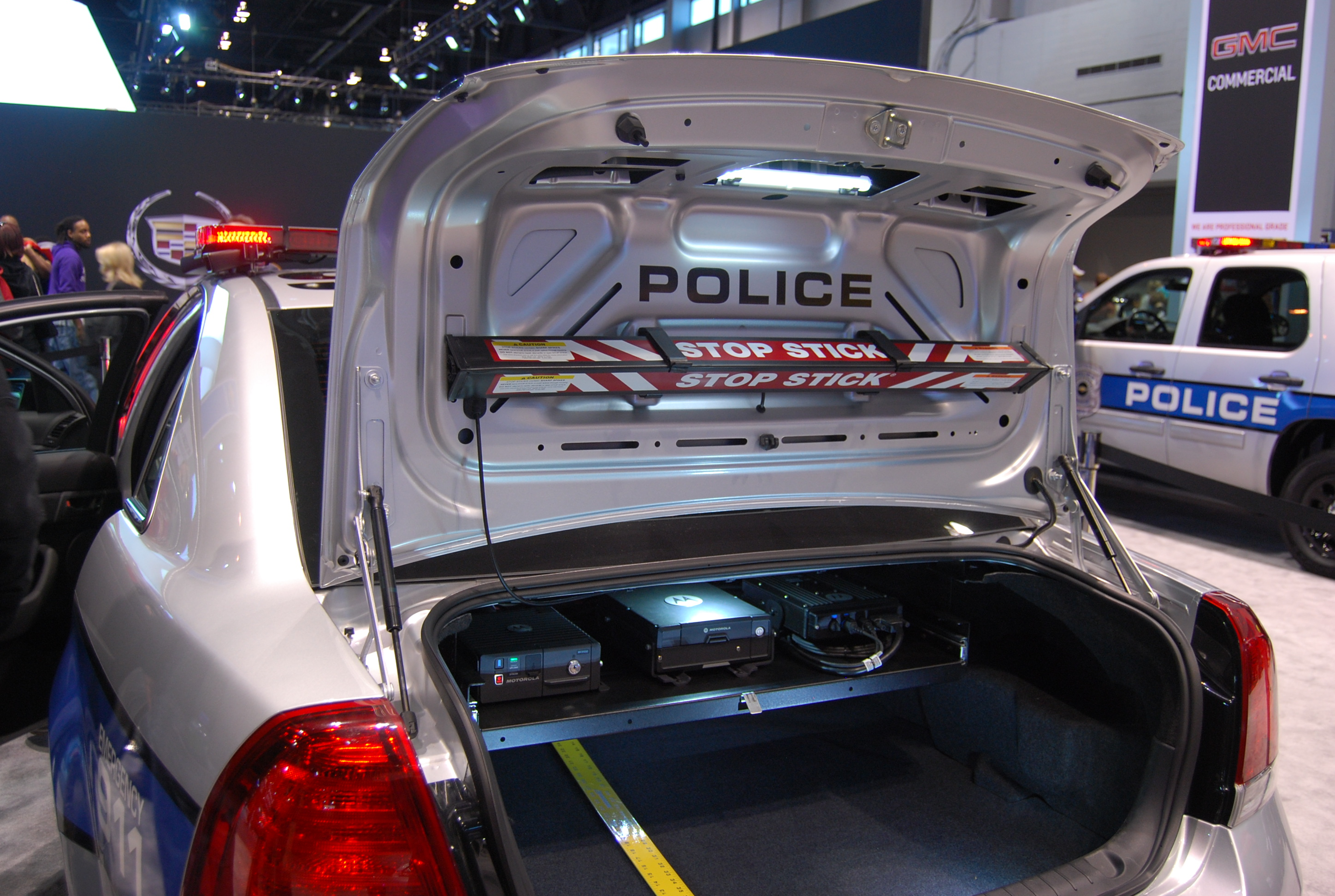
Um dos modelos mais recentes dos espigões usados por polícias ao redor do mundo são mais seguros.

A polícia usa uma série de técnicas para encerrar as perseguições, desde negociar com o motorista, esperar que o combustível do veículo acabe ou torcer para que o veículo do motorista fique de alguma forma desativado até métodos mais enérgicos, como atingir o veículo com viaturas policiais, bater o veículo, realizar um PIT, atirar nos pneus ou o uso de tiras de espigão (spike strip). Quando disponível, um helicóptero pode ser empregado, em alguns casos, podendo seguir o veículo enquanto unidades terrestres podem ou não estar envolvidas. Em 2009 um sistema de rastreamento da StarChase foi usado pelo Departamento de Segurança Pública do Arizona.

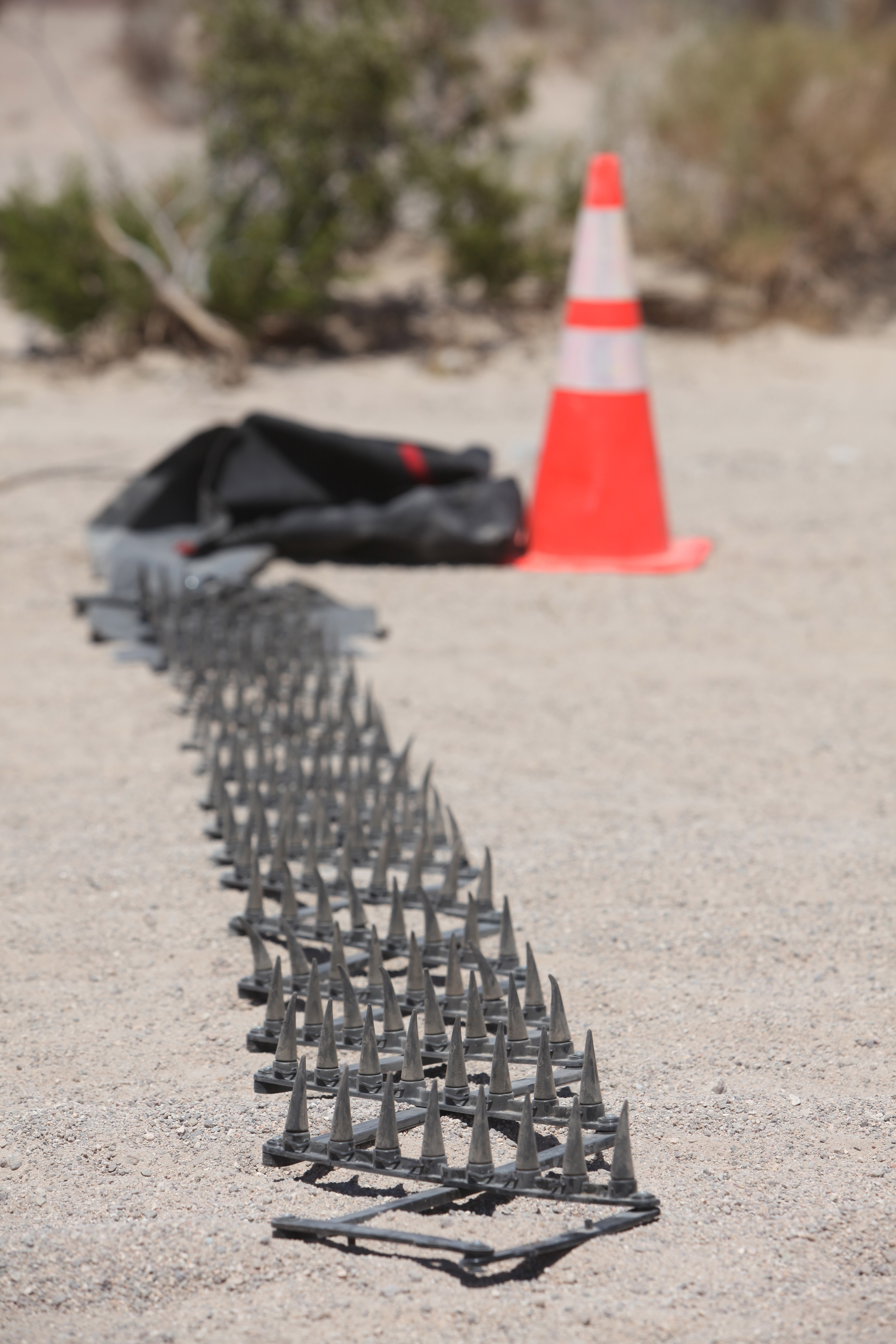
Um dos primeiros modelos usados eram muito menos seguros e precisavam de maior interação humana para operar.

Entre 2009 e 2018, 16 policiais foram mortos enquanto faziam uso de tira de espigão (spike strip ou stop sticks), um debate sobre o alto número de mortes fez diversos departamentos reduzir ou eliminar o emprego do equipamento em perseguições.
A primeira perseguição policial registrada em vídeo ocorreu em 1988 em Berea, Ohio.
Em fevereiro de 2005 manifestações foram feitas em Sydney, Austrália, depois que um motorista local bateu um veículo roubado em uma árvore, matando seus dois passageiros após uma perseguição policial em alta velocidade. A morte de uma estudante universitária após uma perseguição em Camberra gerou grandes recriminações sobre as políticas de perseguição policial. Ole Bach foi encontrado morto na Suécia em um suposto suicídio após ter sido seguido em uma perseguição de carro pela polícia secreta sueca, Bach operava fraude financeira e esquema de pirâmide.
Um programa televisivo combinou o gênero de perseguição de carro em uma série de programas de televisão com imagens reais, feitas principalmente de carros de polícia e aplicação da lei ou helicópteros de mídia de suspeitos que fugiam da polícia. Um dos programas mais antigos ainda em produção é COPS, estreado em 1989.
Uma perseguição policial notável ocorreu quando um tanque M60 Patton foi roubado por Shawn Nelson de um arsenal da Guarda Nacional do Exército dos Estados Unidos, em 17 de maio de 1995. Nelson fez um alvoroço em San Diego, Califórnia, com o enorme tanque destruindo vários veículos civis antes de ficar preso numa divisória de pista. A polícia conseguiu entrar no tanque, matando o suspeito quando ele não se rendeu.
Em junho de 2004, o soldador Marvin Heemeyer destruiu 13 edifícios com uma escavadeira modificada, incluindo a Prefeitura de Granby, Colorado, a biblioteca pública, um banco, uma usina de concreto e uma residência pública, resultando em mais de US$7 milhões em dano. Heemeyer cometeu suicídio quando o motor do equipamento falhou.
Em julho de 2007, dois helicópteros colidiram no ar em Steele Indian School Park enquanto cobriam uma perseguição policial, em Phoenix, Arizona. Quatro pessoas morreram, ninguém foi ferido em solo.
Em setembro de 2012, a Fox News transmitiu uma perseguição policial ao vivo no Arizona, que terminou com o suspeito saindo do veículo e atirando em si mesmo após uma curta perseguição. O canal estava transmitindo com um atraso de cinco segundos em vez do atraso normal de dez segundos, o que resultou no tiroteio sendo transmitido ao vivo. O âncora se desculpou pela transmissão e jurou nunca mais deixar isso acontecer.

### Riscos e considerações legais

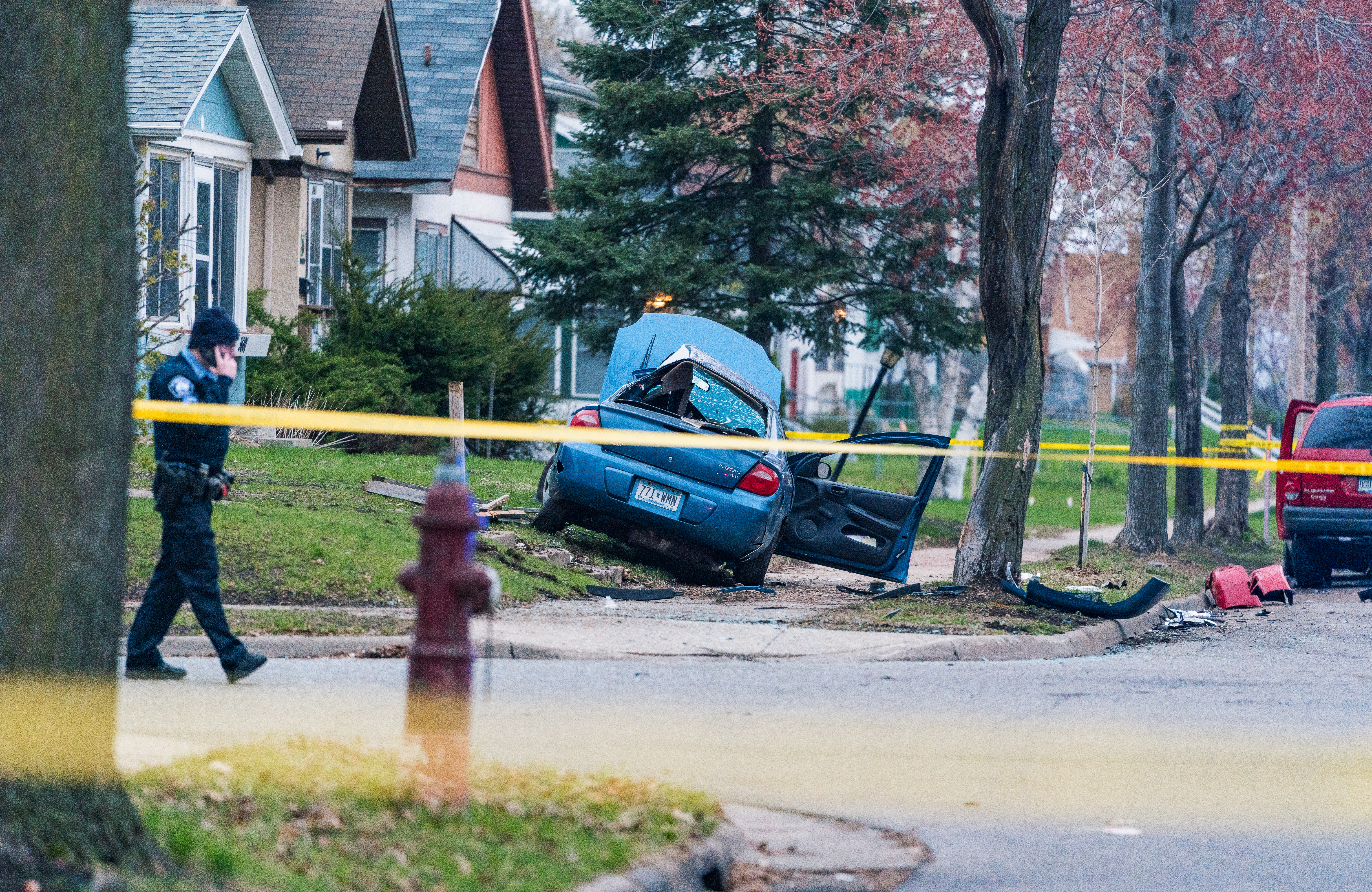
Colisão fatal com veículo durante perseguição no norte de Minneapolis.

Perseguições em alta velocidade são reconhecidas como um problema de segurança no trânsito, pois veículos não envolvidos na perseguição, pedestres ou objetos podem ser atingidos pelo motorista evasivo, que na maioria das vezes viola uma série de leis de trânsito, muitas vezes repetidamente, em sua tentativa de fuga. No Reino Unido, estima-se que 40 pessoas morrem por ano em incidentes de trânsito envolvendo a polícia, a maioria como resultado de uma perseguição policial. Nos Estados Unidos, as mortes relacionadas à perseguição variam entre 300 e 400 pessoas por ano.

A Lei de Kristie foi uma proposta de lei da Califórnia que restringiria a imunidade por danos (incluindo ferimentos ou mortes) causados por perseguições em alta velocidade, onde as agências de aplicação da lei estabeleceram, mas não seguiram, políticas de perseguição.

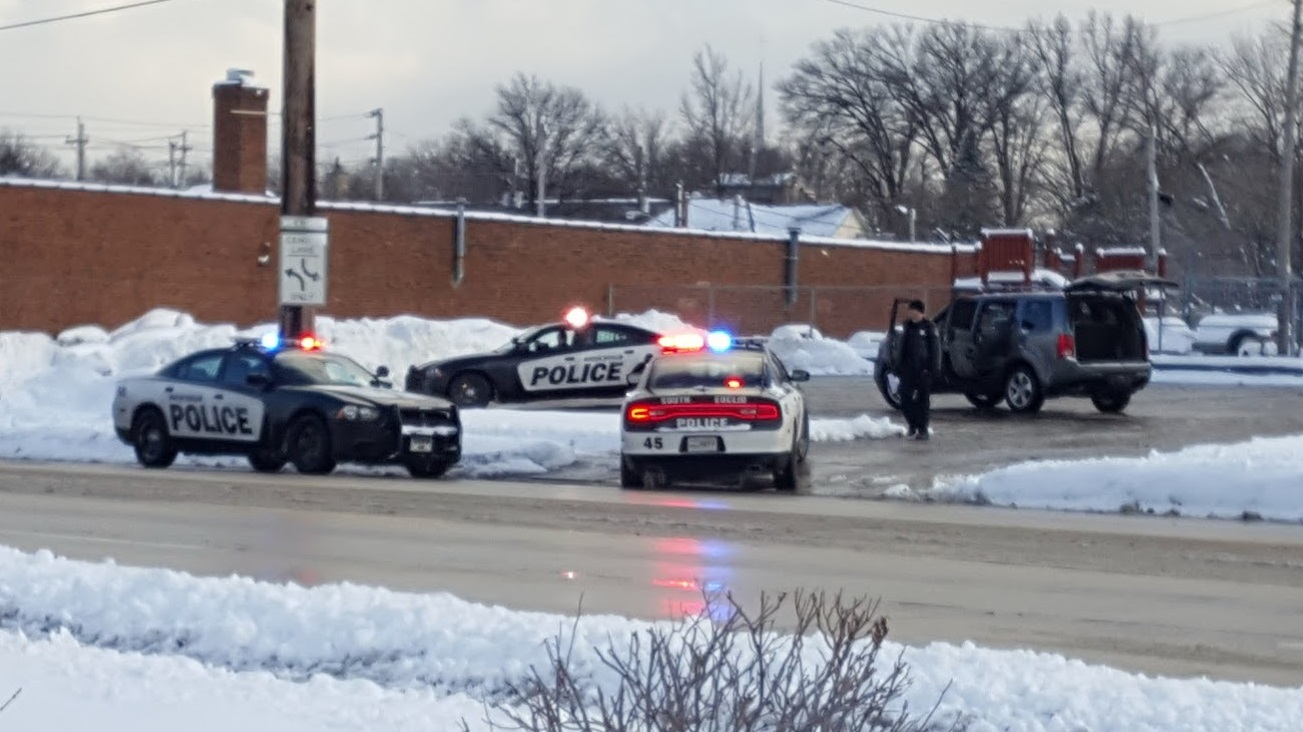
Uma curta perseguição terminou com o suspeito sendo preso no estacionamento de uma escola.

Em 2007, a Suprema Corte dos Estados Unidos decidiu em Scott v. Harris (550 U.S. 372) que uma "tentativa do policial de encerrar uma perigosa perseguição de carros em alta velocidade que ameaça a vida de transeuntes inocentes não viola a Quarta Emenda, mesmo quando coloca o motorista em fuga em risco de ferimentos graves ou morte."
Na maioria das jurisdições de direito comum, a "regra dos bombeiros" impede que policiais feridos em tais perseguições entrem com ações civis por danos monetários contra os suspeitos em fuga, porque esses ferimentos são considerados um risco inerente ao trabalho. A indignação pública com essa imunidade resultou em exceções legais. Um exemplo é a Seção 1714.9 do Código Civil da Califórnia, de 1982, que restabelece a responsabilidade quando o suspeito sabia ou deveria saber que a polícia estava presente.
A política sobre as circunstâncias que justificam uma perseguição em alta velocidade variam de acordo com a jurisdição. Alguns defensores da segurança querem restringir as perseguições a crimes violentos. Outra opção é usar a tecnologia para encerrar ou evitar a necessidade dessas perseguições. Por exemplo, os veículos podem ser rastreados por aeronaves ou dispositivo de marcação GPS como StarChase, permitindo que agências policiais interceptem suspeitos de forma confiável usando bloqueios ou quando o veículo está parado.

### Buscas interjurisdicionais e questões políticas
Um perigo particular que acompanha as perseguições policiais é o problema de múltiplas agências de aplicação da lei se envolvendo em uma perseguição que atravessa os limites municipais e jurisdicionais. Isso geralmente é complicado por incompatibilidade de comunicação de rádio e diferenças políticas nos vários departamentos envolvidos em uma busca.

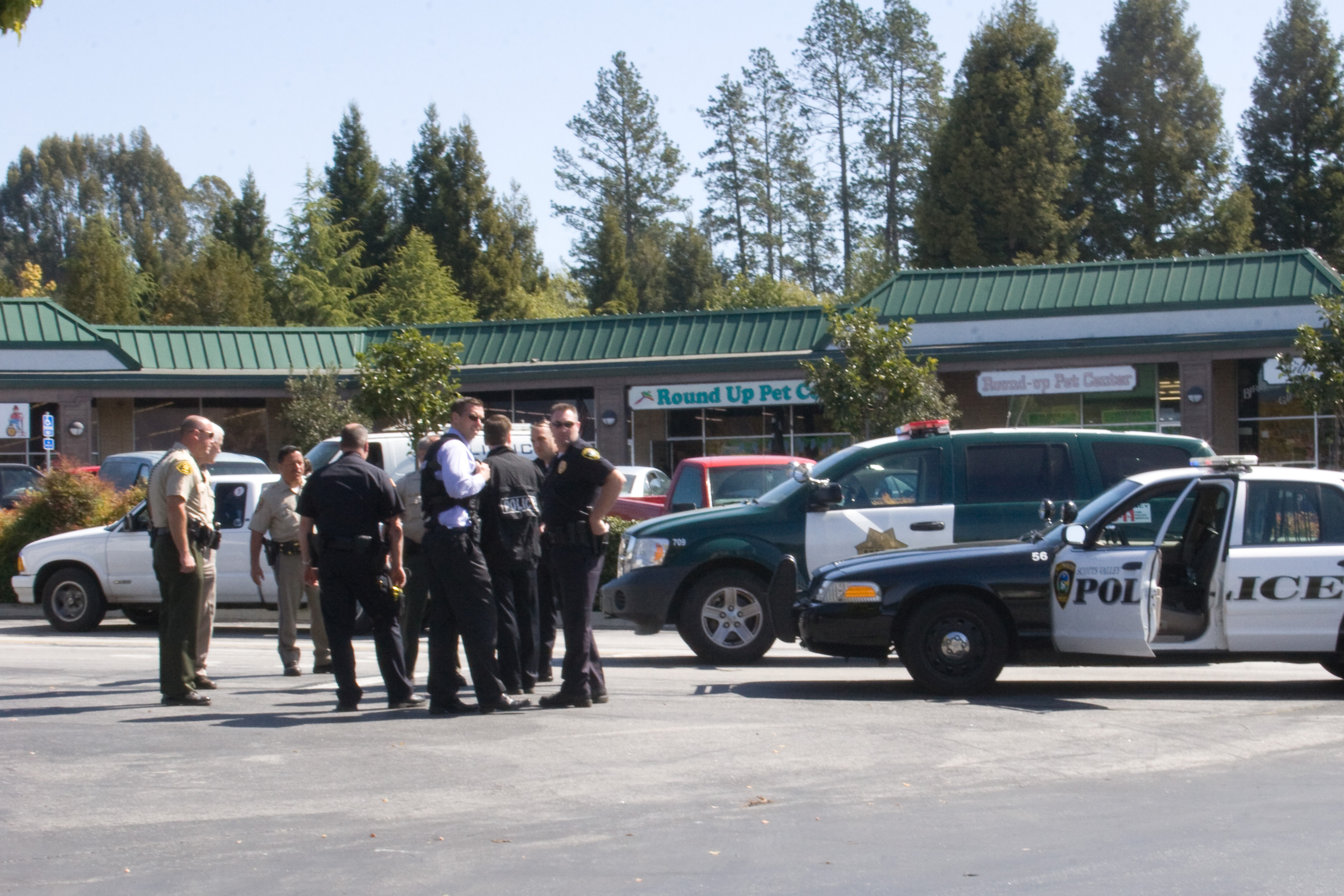
Departamento de Polícia e Escritório do Xerife após perseguição.

A cidade de Dallas, Texas, foi a primeira grande cidade dos Estados Unidos a adotar uma "Política de Perseguição Interjurisdicional" para tratar dos problemas inerentes às perseguições de carros que envolviam mais de uma agência de aplicação da lei. Em agosto de 1984, a Divisão de Planejamento e Pesquisa do Departamento de Polícia de Dallas começou a elaborar uma política que mais de 20 agências locais de aplicação da lei poderiam concordar em obedecer quando automóveis cruzassem suas fronteiras durante perseguições. O resultado foi um modelo de política que se tornou o padrão para uso dos departamentos de polícia nos Estados Unidos.
Na Europa, como muitas fronteiras nacionais não têm mais estações de fronteira, as perseguições às vezes podem cruzar as fronteiras nacionais. Os estados geralmente têm acordos em que a polícia de um estado pode continuar a perseguição além da fronteira nacional.[carece de fontes?]

## No cinema e na televisão

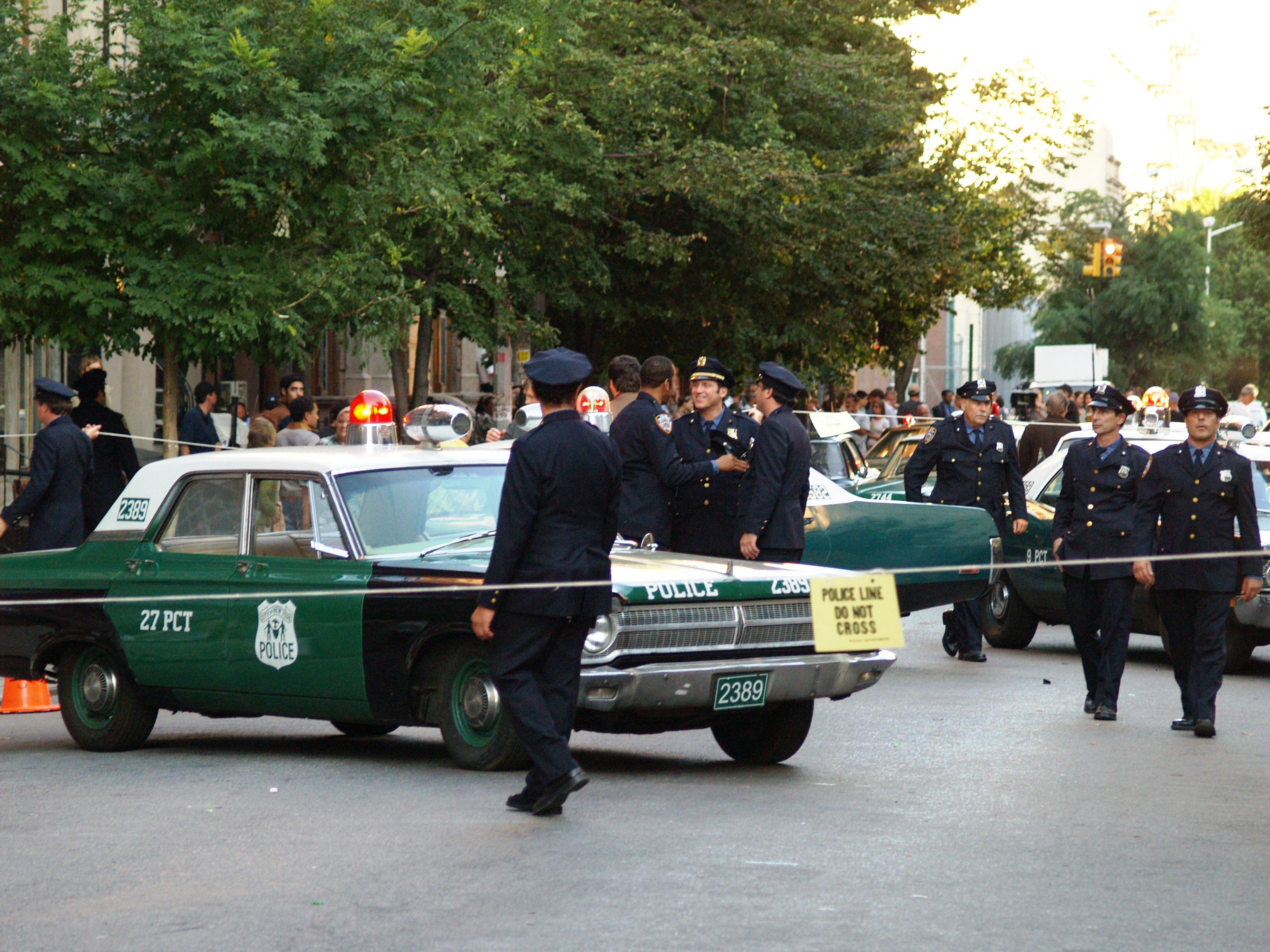
Gravação de filme em Nova Iorque.

No cinema e na televisão, o termo "perseguição de carro" refere-se a uma "cena de perseguição" envolvendo dois ou mais automóveis perseguindo um ao outro, a perseguição pode ou não envolver um carro de polícia. As perseguições de carros fazem parte de filmes de ação, e os filmes são usualmente construídos inteiramente em torno das perseguições, muitas vezes apresentando veículos exóticos de alta potência. Eles são populares porque são cenas de movimento rápido que geram muita emoção e ação, devido à velocidade dos veículos envolvidos e as colisões em potencial e os destroços resultantes dos acidentes, enquanto não são muito caros para encenar.
Encenar sequências de perseguição, requer geralmente várias tomadas e destruição de vários veículos (intencionalmente ou por acidente), dando um incentivo para os cineastas encontrarem maneiras de reduzir custos. Portanto, é comum usar veículos mais antigos que estão 1–2 gerações atrás dos modelos atuais no mercado, uma vez que podem ser aquisições de segunda mão a baixo custo devido à depreciação. Existem algumas exceções, se um veículo de alto perfil (talvez, mas não necessariamente um veículo "halo") for usado e/ou se o fabricante do veículo pagar pela colocação do produto em uma produção. Exemplos incluem as franquias James Bond e Transporter que usam veículos atuais e até mesmo veículos-conceito.

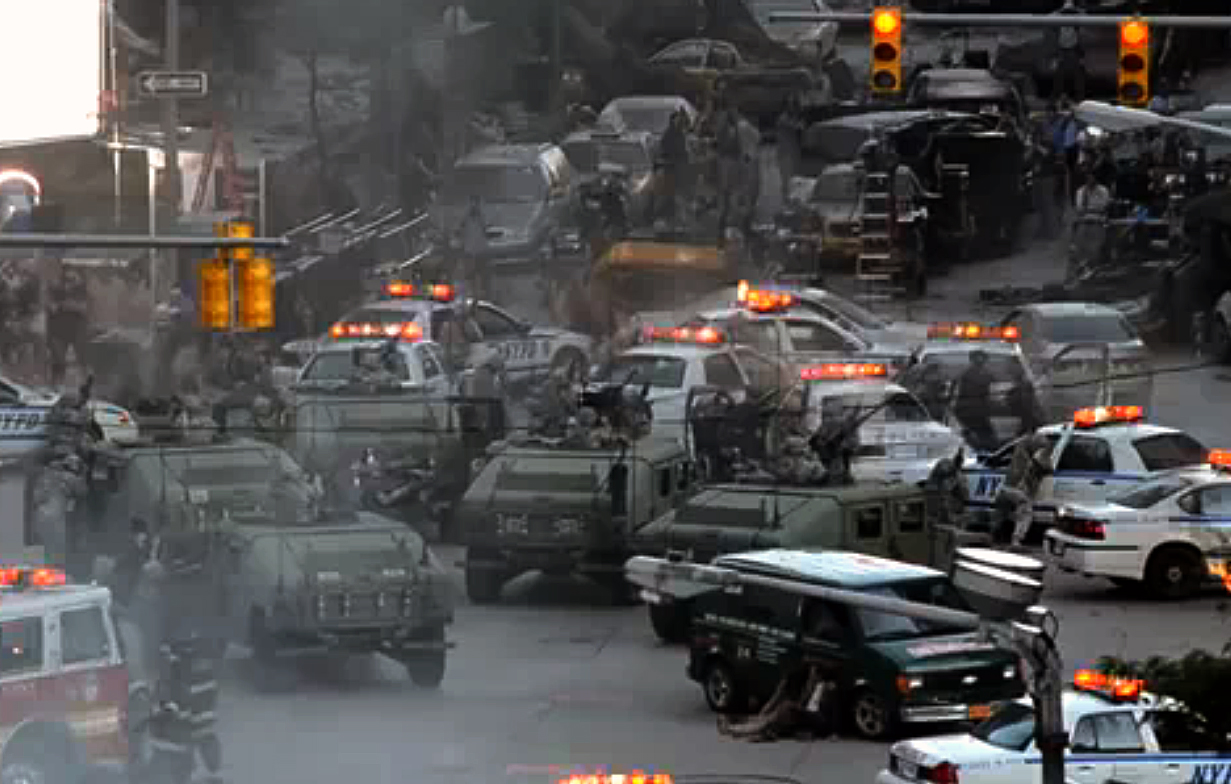
Set de gravação do filme Os Vingadores, militares da reserva participaram das gravações.

Embora as perseguições nos filmes tenham sido encenadas já no próprio veículo motorizado - um dos primeiros exemplos sendo "Runaway Match" de 1903 - o consenso entre historiadores e críticos de cinema é que o primeiro filme moderno com perseguição de carro foi Bullitt de 1968. A cena de perseguição revolucionária de 10 minutos em Bullitt colocou câmeras de forma que o público se sentisse dentro dos veículos. Mesmo durante as cenas mais calamitosas, a estrela – Steve McQueen – podia ser visto claramente ao volante do veículo. Anteriormente, as cenas de perseguição de carros eram frequentemente encenadas usando usando projeção.
A Conexão Francesa aumentou ainda mais o realismo. Enquanto as perseguições anteriores obviamente foram filmadas em estradas fechadas, rodovias isoladas ou manhãs de domingo (incluindo Bullitt), o filme colocou a perseguição em meio ao tráfego e pedestres da caótica Nova York.
Com o passar do tempo, também aumentaram as expectativas de perseguição em filmes. Desde Bullitt, as perseguições apresentadas em filmes tornaram-se mais avançadas e indiscutivelmente mais divertidas. Os acidentes de carro também têm assumido um papel cada vez mais importante, com a destruição de qualquer veículo muitas vezes sendo um deleite para o espectador. Um dos primeiros exemplos de um acidente encenado, mas surpreendente em uma perseguição pode ser encontrado no filme McQ de 1974, que apresentou uma capotagem incrível, o primeiro capotamento de verdade, em uma praia.

Eventualmente, isso resultou em filmes que não são muito mais do que uma série de perseguições de carro interligadas, como o filme Gone in 60 Seconds, de 1974, que culminou em uma cena de perseguição de 40 minutos com vários acidentes (alguns deles reais) e um salto no ar de 30 ft (9,14 m) de altura e 128 ft (39,0 m) de comprimento sobre carros acidentados que bloqueiam uma estrada.

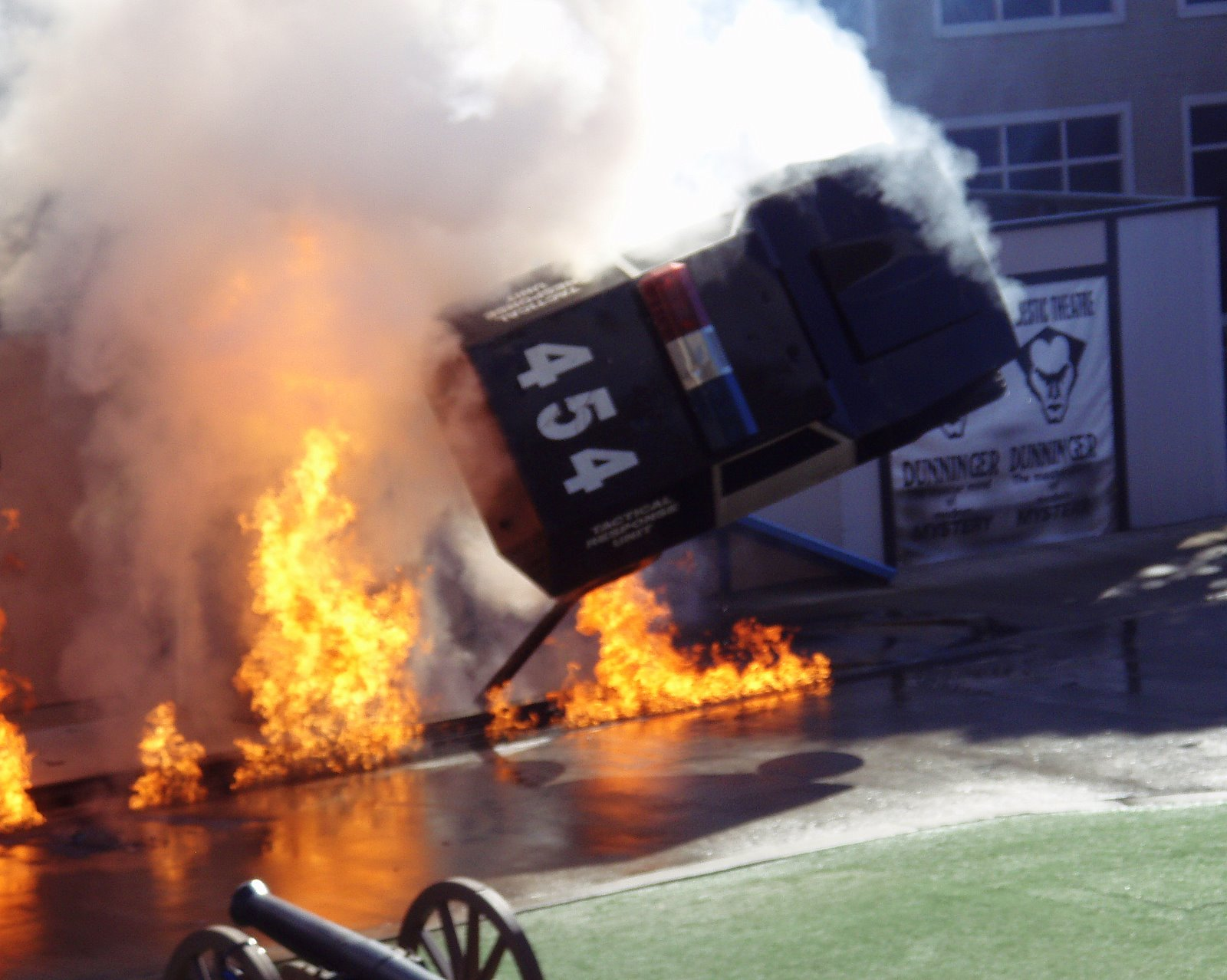
Show de acrobacias do filme Loucademia de Polícia, no parque da Warner.

Provavelmente, a perseguição de carro mais comum é aquela em que um carro está sendo perseguido pela polícia. Uma das variações mais famosas é de The French Connection e envolve um carro perseguindo um trem elevado. Perseguições envolvendo ônibus, caminhões, veículos de neve, trens, tanques e praticamente todos os outros tipos de veículos, com ou sem rodas, surgiram em algum momento.
Filmes como The Blues Brothers, The Keystone Kops, WC Fields, The Three Stooges, It's a Mad, Mad, Mad, Mad World, The Shaggy Dog, The Gumball Rally, Sem Depósito, Sem Retorno, Freaky Friday, The Gnome Mobile, Esse Pato Vale Ouro, O que se passa, doutor?, Short Time e muitos outros têm perseguições que são usadas para comédia.
Provavelmente, o tipo mais complexo de perseguição envolve ir contra o tráfego moderadamente congestionado das rodovias em alta velocidade, mais notavelmente em To Live and Die em LA e Ronin.
Vários filmes que apresentam perseguições complexas em grande escala envolvendo muitos veículos na perseguição incluem Os Irmãos dos Blues, O Transporter, Caçadores da Arca Perdida, O Guerreiro da Estrada e a franquia Velozes e Furiosos. Outro método de melhorar uma cena de perseguição é fazer um personagem se mover de um veículo para outro e lutar dentro ou em cima de um veículo, cena empregada de forma eficaz em Matrix Reloaded.
Vários programas de televisão foram desenvolvidos em torno da popularidade de perseguições, como CHiPs, The Dukes of Hazzard, Knight Rider, Airwolf e, mais recentemente, Chase.
Em tempos mais modernos, o uso de imagens geradas por computador está se tornando cada vez mais popular e, embora caro, elimina qualquer nível de perigo. Embora às vezes impressionante, costuma-se argumentar que elimina o realismo da cena de perseguição, o que pode, por sua vez, danificar o fator de emoção estabelecido. Exemplos recentes dessas imagens geradas por computador podem ser encontrados nos filmes de Michael Bay, Bad Boys II e The Island. Driven foi particularmente criticada por suas sequências de perseguição em CGI. Essas críticas afetaram as recentes produções de Hollywood, por exemplo, filmes como Ronin, A Supremacia Bourne, O Reino, O Cavaleiro das Trevas e Need For Speed tiveram perseguições reais com uso mínimo de CGI.
No filme de comédia de ação Hot Fuzz, a cena em que o sargento Angel persegue o carro em alta velocidade foi declarada a mais curta perseguição de carro da história do cinema. A brevidade da cena, como reconhecida nas entrevistas, era ela mesma a piada.

## Em videogames
Muitos videogames, muitas vezes dentro do mundo aberto e gêneros de corrida, tendem a conter, se não se concentrar em perseguições de algum tipo, geralmente envolvendo a polícia. Muitas dessas perseguições costumam ser fortemente estilizadas, com a polícia frequentemente atacando ou até atirando em veículos suspeitos.

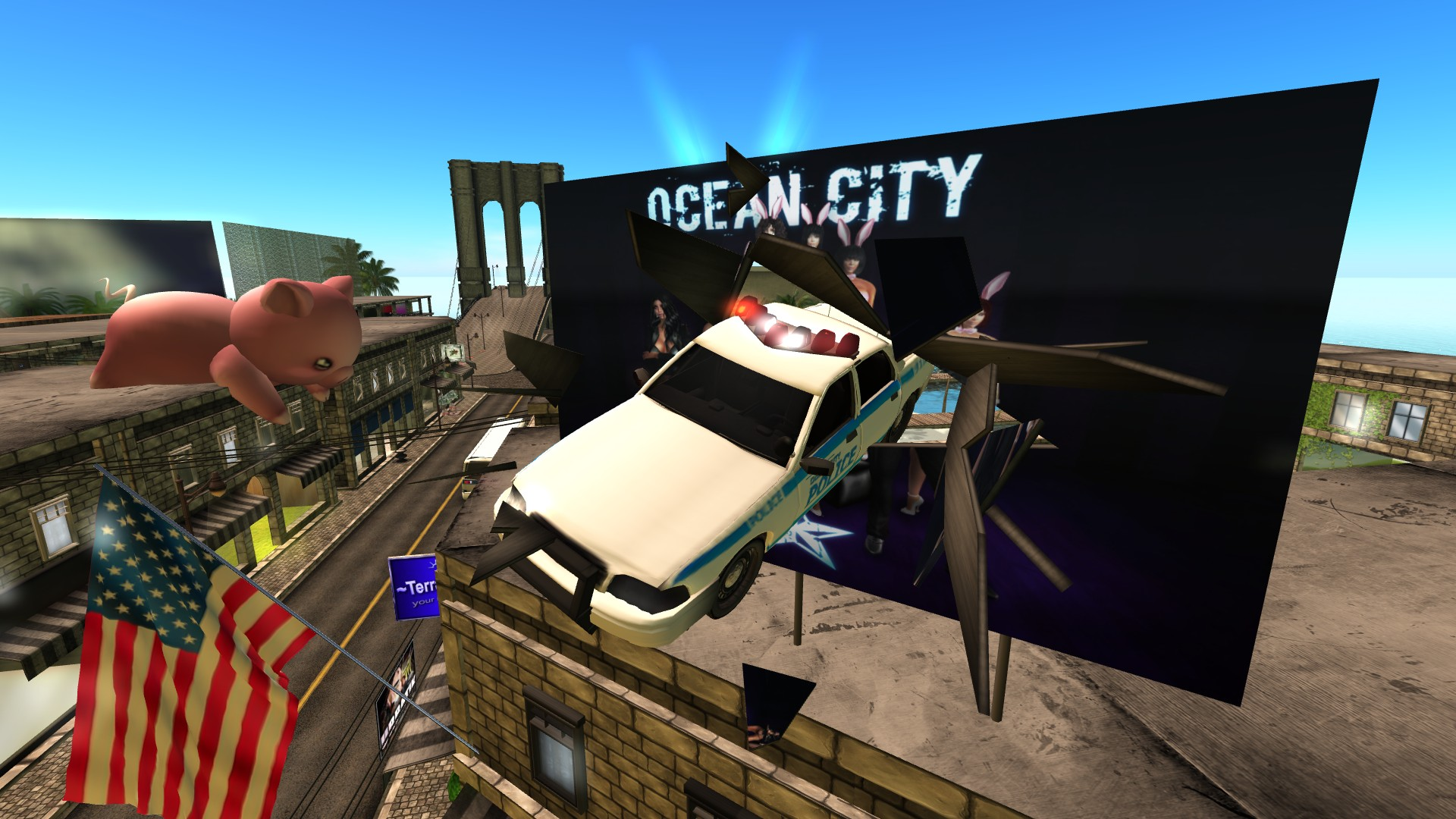
Veículo salta de outdoor em videogame

Exemplos notáveis de tais jogos incluem:
- Bally Midway's Spy Hunter (1983), apresentando um veículo armado no estilo James Bond e APB (1987), do Atari, onde o jogador controlava um carro da polícia.[25]
- Chase HQ (1988) e suas sequências fazem com que o jogador assuma o papel de um policial que, junto com seu parceiro, devem parar criminosos em perseguições em alta velocidade.[26]
- A saga Need for Speed é notável por sua representação de perseguições policiais, geralmente envolvendo carros de alto desempenho dirigidos por criminosos e policiais.[27][7]
- A franquia Grand Theft Auto (GTA) é especialmente famosa por sua representação de perseguições em missões e em mundo aberto, com perseguições imprudentes por criminosos e policiais sendo possíveis em quase todos os jogos da série.[7][28][29]
- L.A. Noire (2011) apresenta perseguições policiais em vários de seus casos e missões, embora ao contrário de Grand Theft Auto, o jogador assume o papel de policial.[30][31]